# Delbian
Delbian  è un comune del Ciad situato nel dipartimento di Tandjilé Centrale, provincia di Tandjilé.